# منتخب روسيا للكرة اللينة للسيدات
منتخب روسيا للكرة اللينة للسيدات هو ممثل روسيا الرسمي في المنافسات الدولية في كرة لينة للسيدات
.